# Stazione di Acquafredda
La stazione di Acquafredda è una fermata ferroviaria sulla linea Battipaglia-Reggio Calabria, ubicata nella frazione omonima del comune di Maratea.

## Storia
La stazione di Acquafredda venne costruita contestualmente alla realizzazione della ferrovia tirrenica ed aperta all'esercizio nel 1894 assieme alla tratta di 62,7 km tra le stazioni di Pisciotta e Praja. Assieme alle stazioni di Marina e di Maratea Centrale rappresentava l'accesso ferroviario della provincia di Potenza alla rete nazionale. La stazione venne totalmente ricostruita in seguito al raddoppio della Tirrenica avvenuto alla metà degli anni sessanta.
Attualmente è una semplice fermata ed è servita da alcuni treni di carattere regionale.

## Struttura
Elemento caratterizzante della fermata è il sovrappassaggio che, oltre a permettere il passaggio da un binario all'altro, funge anche da collegamento pedonale tra due zone della frazione.

## Servizi
La fermata dispone di:
- Sottopassaggio

## Curiosità
Esiste al museo della scienza e della tecnica di Milano, sezione ferroviaria, un plastico che riproduce la fermata di Acquafredda.